# Christian Stoess
Christian Stoess (* 22. Februar 1959) ist ein deutscher Numismatiker.

## Leben
Christian Stoess studierte bei Peter Berghaus an der Universität Münster und erlangte dort 1985 mit einer Arbeit über die frühneuzeitliche Münzprägung der Stadt Lüneburg den Magister-Titel. Es folgten verschiedene Tätigkeiten an Museen, bei Ausstellungen sowie im Rahmen von Münzfundvorhaben. 1988 wurde er für die Bereiche Mittelalter und Neuzeit bei der Münzhandlung Dr. Busso Peus Nachf. in Frankfurt am Main angestellt. In den letzten Jahren seiner dortigen Tätigkeit hatte er die Stellung eines Prokuristen inne. Zum Juni 2016 wurde Stoess Mitarbeiter für die Sammlungsbereiche Mittelalter und frühe Neuzeit am Münzkabinett der Staatlichen Museen zu Berlin.
Stoess ist seit 1992 Präsident der Gesellschaft für Internationale Geldgeschichte sowie Herausgeber der Geldgeschichtlichen Nachrichten. 2008 wurde er als Fachgebietsvertreter für die Gesellschaft für Internationale Geldgeschichte in den Vorstand der Numismatischen Kommission der Länder in der Bundesrepublik Deutschland berufen und ist deren Schatzmeister.
Neben den fachlichen Kenntnissen in den Bereichen der mittelalterlichen und frühneuzeitlichen Numismatik ist Stoess Fachmann im Bereich der Münzdatenbankverwaltung und der wissenschaftlichen Digitalisierung von Beständen. So zeichnete er beispielsweise für Digitalisierungsprojekte wie die Webseite der Numismatischen Kommission verantwortlich.

## Schriften (Auswahl)
- Das Notgeld des kurkölnischen Sauerlandes (= Veröffentlichungen des Schieferbergbaumuseums zur Landesgeschichte Band 3). Schieferbergbau-Heimatmuseum, Schmallenberg-Holthausen 1982.
- Die frühesten Erfurter Münzen. In: Festschrift für Peter Berghaus zum 70.Geburtstag. Münster 1989, S. 1–10 (Digitalisat).
- mit Frank Berger: Osnabrück – Aurich – Oldenburg (= Die Fundmünzen der römischen Zeit in Deutschland. Abteilung 7: Niedersachsen und Bremen. Band 1/3). Gebr. Mann, Berlin 1988, ISBN 3-7861-1550-8.
- mit Roland Diry und Sebastian Steinbach (Hrsg.): Münzstätten, Münzprägung und Münzwege des Mittelalters in Hessen – Ergebnisse der Tagung Frankfurt und Hessen im monetären mittelalterlichen Transit (= Berliner Numismatische Forschungen, Band 12). Gietl-Verlag, Regenstauf 2021. ISBN 978-3-86646-212-0.
- Die Münzstätten Kalsmunt und Wetzlar bis ca. 1190. In: Stoess, Diry, Steinbach (Hrsg.): Münzstätten, Münzprägung und Münzwege des Mittelalters in Hessen, Regenstauf 2021.
- mit Bernhard Weisser und Burkhard Balz (Hrsg.): Falschgeld und Münzfälschungen (= Berliner Numismatische Forschungen, Band 14). Gietl-Verlag, Regenstauf 2024. ISBN 978-3-86646-251-9.